# 浣紗街

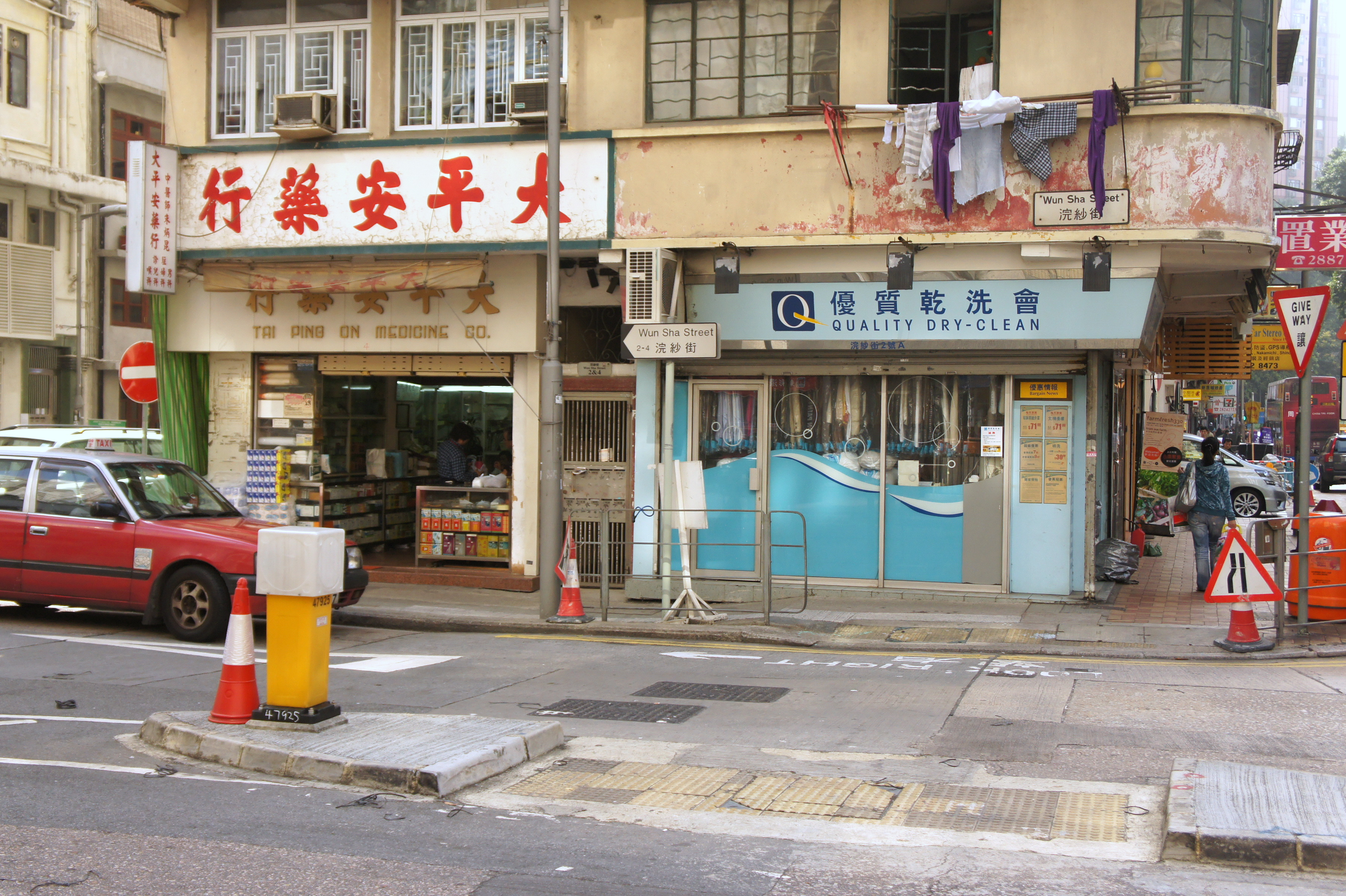
浣紗街北端街口：右方道路為銅鑼灣道，左方道路為書館街

浣紗街（英語：Wun Sha Street）是香港島大坑的一條街道，北接火龍徑直通出高士威道近皇仁書院西邊。每年中秋節前後3天，大坑舞火龍都以浣紗街為主要儀式場地之一。浣紗街的北端與銅鑼灣道交界，有多線巴士及小巴站。
浣紗街毗鄰昔日一條水坑，可讓當地居民在水邊浣紗，道路因而得名。浣紗街的一段水坑已於1960年代消失；其北段部分後來稱為大坑明渠，現亦已覆蓋成為「火龍徑」。

## 事件
1984年1月31日中環寶生銀行發生解款車械劫案，匪徒最初逃脫，後來被警察起回了所有贓款；同年2月5日警方圍攻位於大坑浣紗花園的賊巢，警察封鎖整條街道，同時出動特別任務連70餘名警員圍攻賊巢，特別任務連使用炸藥炸開賊巢的鐵閘，施放兩枚煙霧彈後強攻進入，4名匪徒與特別任務連爆發槍戰，雙方駁火60響，匪徒一度嘗試奪門逃出走廊，在重重深鎖內無法突圍最終被捕。警方在單位內起獲9枝蘇制馬卡洛夫手槍與黑星曲尺手槍、11個彈匣、193發子彈，製毒工具及45公斤可卡因，兩名特別任務連人員及1名匪徒受傷。

## 建築
- 龍濤苑

## 鄰近
- 中華遊樂會
- 李陞大坑學校

## 相關參見
- 寶生銀行解款車械劫案

## 外部連結
- 香港真光中學: 專題探究獎勵計劃 - 從浣紗街看社區的蛻變 （页面存档备份，存于）
- 星島日報: 1984年2月5日 - 浣紗街槍戰 駁火逾60響 （页面存档备份，存于）
- 文匯報: 1984年2月5日 - 警匪浣紗街駁火殃及途人1死2傷 （页面存档备份，存于）